# Maria Vergova
Maria Vergova-Petkova, née le 3 novembre 1950, est une ancienne athlète bulgare spécialiste du lancer du disque. En 1976 à Montréal, elle remporta l'argent olympique derrière Evelin Schlaak, un résultat qui se répéta en 1980 à Moscou. Cette année-là, elle atteignit sa meilleure performance avec un lancer à 71,80 m, le 13 juillet à Sofia. 
En 1982, elle devint vice-championne d'Europe derrière sa compatriote Tsvetanka Khristova. Un an plus tard, elle remporta le bronze lors des premiers championnats du monde.

## Palmarès

### Jeux olympiques
- Jeux olympiques de 1976 à Montréal ( Canada) 
  -  Médaille d'argent au lancer du disque
- Jeux olympiques de 1980 à Moscou ( Union soviétique) 
  -  Médaille d'argent au lancer du disque

### Championnats du monde d'athlétisme
- Championnats du monde d'athlétisme de 1983 à Helsinki ( Finlande)
  -  Médaille de bronze au lancer du disque

### Championnats d'Europe d'athlétisme
- Championnats d'Europe d'athlétisme de 1982 à Athènes ( Grèce)
  -  Médaille d'argent au lancer du disque